# للعدالة وجوه كثيرة (مسلسل)
للعدالة وجوه كثيرة (المشهور كذلك بمسلسل جابر مأمون نصار)، مسلسل درامي اجتماعي مصري من تأليف الكاتب مجدى صابر ومن إخراج محمد فاضل (مخرج)
تدور أحداثه المسلسل حول "جابر مأمون نصار" وهو رجل أعمال مشهور وله صيته وسمعته الطيبة بين الناس ويعيش مع زوجته وابنته حياة هادئة، حاول إخفاء حقيقته طوال حياته كونه طفل غير شرعي، إلا أن جريمة قتل تحدث ويتم التحقيق معه فيها، تكشف كل الماضي المستور.

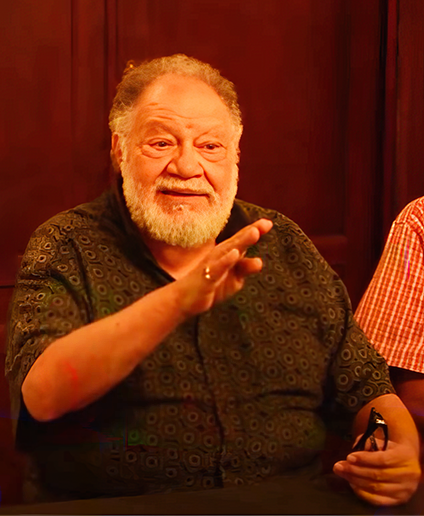
يحيى الفخراني في دور جابر مأمون نصار

## فريق العمل

### بطولة
| - يحيى الفخراني: جابر مأمون نصار - دلال عبد العزيز: رباب زوجة جابر - حسن عبد الحميد: أبو رباب - رجاء الجداوي: دولت أخت رباب - أحمد زاهر: نسيم أبنت دولت - جمال إسماعيل: أسطى رضا - حسين الإمام: محروس صديق جابر - أحمد سلامة: فريد - كارولين خليل: سارة أبنة أسطى رضا - محمد شرف: نون - دنيا سمير غانم: ندى - أمينة رزق: المرأة المجهولة - أحمد صيام: شاهين | - أمل رزق: زوبة - شمس: شمس أخت محروس - هبة عبد الغني: أنيسة خادمة رباب - هالة توكل: سناء زوجة فريد - رؤوف مصطفى: جلال الرفاعي - عزيزة راشد: أم سناء - عثمان عبد المنعم: الصول غانم مصيلحي - جلال عبد القادر: اللواء فواز الأسمر - أحمد دياب: عزمي أبو الفتوح - منى مختار: الصحفية - أحمد سامي عبد الله: جد زوبة - إبراهيم الدالي: أبو سناء - زايد فؤاد: عمدة العمرانية | - طارق شرف - محمود الشاذلي: مسجون - فكري صادق - حسني عبد الجليل: معلم مرشدي - محمد عبد الحليم: عامل بالمصنع - مصطفى الشامي: قدري الشناوي - فاروق قمر الدولة: نائب دائرة الأكرمين - جميلة عزيز: نوسة زوجة محروس - نعيم عيسى: ظابط بالسجن - هدى الصيفي: سعاد خادمة جابر - أشرف شحاتة - عادل شعبان: عماد سكرتير وزير - أحمد رفعت: منصور أبو اليسر | - نادية العراقية: مديرة دار المسنين - كمال الألفي: مرسي العسكري - متولى علوان: عم فرغلي - شروق: زوجة الظابط القتيل - محمد أحمد: روح الأكرم - فيولا: صديقة رباب ودولت - أميرة أنطوان: صديقة رباب ودولت - أمير كرارة: أمير زوج دولت - عبد الحميد سند: مساعد اللواء فوزي - الفريد كمال: طبيب ندى - محمود العربي: طفل - أحمد سمير: طفل - سارة معوض: طفلة |

### إداريون
غناء التتر عاصم فوزي
- محمد فاضل: مخرج
- مجدي صابر: مؤلف
- كلمات الاغنية والتتر: عماد حسن
- ياسر عبد الرحمن: الألحان والموسيقى التصويرية
- محمد همام: مهندس الديكور
- عامر إبراهيم: مدير الأضاءة
- ممدوح الزهار - محمود حامد - محمد زغلول: تصوير
- مدحت بهجت: مونتاج إليكتروني
- محمود عبد المنعم: مراقب الصوت
- سمير زين: إعداد موسيقى ومكساج
- محي الدين محمد: مونتاج فيديو
- مدينة الإنتاج الإعلامي: التصوير والمونتاج
- اتحاد الإذاعة والتلفزيون: توزيع وإنتاج
- عادل مكين: تصميم المقدمة والنهاية
- محمد عزب - سامر ماضي: مونتاج المقدمة والنهاية
- محمد سالم زعزع: مدير إنتاج
- كنج توت للإنتاج الإعلامي: المنتج المنفذ
- عصام شعبان: منتج
- خالد الحلفاوي: مساعد مخرج
- نهلة الحريشي: مساعد مخرج
- محمد الرشيدي: المخرج المنفذ
- مدحت زكي: المنتج الفني

## روابط خارجية
- للعدالة وجوه كثيرة على موقع قاعدة بيانات الأفلام العربية